# Alen Pamić
Alen Pamić (Žminj, 15 de octubre de 1989-Maružini, 21 de junio de 2013) fue un jugador de fútbol profesional croata que jugó en la demarcación de centrocampista.

## Biografía
Alen Pamić debutó en 2007 a los 18 años de edad con el NK Karlovac. Tras una temporada en la que marcó cuatro goles en 31 partidos, fue traspasado al HNK Rijeka, equipo con el que jugó 27 partidos de Liga y 2 partidos en Copa Intertoto. En la temporada siguiente, jugó 26 partidos de Liga y 3 en las rondas preliminares de la UEFA Europa League. En 2010, tras dos años en el club croata, fue fichado por el Standard Lieja de Bélgica. En 2011 regresó a su patria, jugando 10 partidos de liga con el NK Istra 1961, entrenado por su padre. La siguiente temporada jugó 14 partidos y marcó un gol.
El 16 de febrero de 2013 se desmayó durante el partido  Istra-Lokomotiva y fue reemplazado al minuto 16. Después de eso no volvió a jugar más partidos como profesional, a la espera de los exámenes médicos para tratar sus problemas cardíacos. Falleció el 21 de junio de 2013 tras sufrir un infarto durante un partido amistoso.
Como jugador internacional, Alen jugó con la selección de fútbol de Croacia sub-19 y sub-20.

## Clubes
| Club           | País    | Año         | Partidos | Goles |
| -------------- | ------- | ----------- | -------- | ----- |
| NK Karlovac    | Croacia | 2007 - 2008 | 31       | 4     |
| HNK Rijeka     | Croacia | 2008 - 2010 | 56       | 4     |
| Standard Lieja | Bélgica | 2010 - 2011 | 16       | 0     |
| NK Istra 1961  | Croacia | 2011 - 2013 | 25       | 1     |